# Planet of the Apes (1968)
Planet of the Apes (no Brasil, O Planeta dos Macacos ou Planeta dos Macacos; em Portugal e nos PALOP, O Homem Que Veio do Futuro) é um filme norte-americano de ficção científica, baseado no romance de Pierre Boulle, La planète des singes. Estrelado pelo ator Charlton Heston, o enredo se baseia na experiência de um astronauta sobrevivente de uma missão espacial, que aterrissa em um planeta igual à Terra e descobre que uma raça de macacos falantes domina e escraviza seres humanos, que são mudos.
A cena final do filme é antológica e marcou a história do cinema sendo o filme considerado um libelo anti-Guerra Fria. O filme teve quatro sequências, nenhuma alcançou o êxito do filme original. Além da franquia cinematográfica, nos anos 70 o filme foi adaptado ainda para a televisão (série televisiva), desenhos animados e quadrinhos. Depois de Heston, o grande astro da série foi o ator Roddy McDowall, que interpretou o macaco Cornelius. Depois do primeiro e com exceção do segundo, participou dos outros três filmes (no quarto e quinto, A Conquista do Planeta dos Macacos e a Batalha do Planeta dos Macacos, fez o filho de Cornelius chamado Caesar) e da série de televisão dos anos 70 (interpretou o macaco Galen).
Foi refilmado em 2001 por Tim Burton, com o conteúdo parcialmente modificado.

## Elenco
- Charlton Heston...George Taylor
- Roddy McDowall...Cornelius
- Kim Hunter...Zira
- Maurice Evans...Dr. Zaius
- James Whitmore...Presidente da assembléia dos macacos
- James Daly...Dr. Honorious
- Linda Harrison...Nova
- Robert Gunner...Landon
- Lou Wagner...Lucius
- Woodrow Parfrey...Dr. Maximus

## Sinopse
Uma nave espacial lançada da Terra viaja à velocidade da luz com quatro tripulantes, voluntários da missão que tenta provar que nessas condições o tempo passaria mais devagar para eles do que para quem ficou no planeta. Ao despertarem de uma hibernação induzida depois de uma viagem de 18 meses de seu tempo, o comandante Taylor comprova que na Terra já teriam se passado dois mil anos e que a teoria estava correta. A nave cai no mar de um planeta desconhecido e os tripulantes têm que abandoná-la às pressas, antes que a mesma afundasse. Agora são apenas três, pois um deles, a astronauta e única mulher do grupo chamada Stewart, morreu devido a um vazamento de ar em sua máquina de hibernação.
Quando chegam à terra firme, os astronautas, a princípio, não encontram sinais de vida inteligente, mas continuam procurando pois só dispõem de comida e água para três dias. Depois de uma longa caminhada, eles encontram os primeiros nativos, homens selvagens que não falam e que roubam seus equipamentos e roupas. Logo depois, os astronautas descobrem outra espécie nativa: violentos macacos que falam, se locomovem usando cavalos e atiram com rifles e não demonstram qualquer piedade ao matarem os humanos que encontram.
Taylor é ferido na garganta e fica incapaz de falar, enquanto seus dois companheiros não têm melhor sorte: um é morto e o outro desaparece. Taylor é levado para o laboratório da doutora psiquiatra de "animais" Zira que examina o cérebro dos humanos capturados, pois desconfia que os macacos são descendentes dos homens, teoria combatida pelo Doutor Zaius, chefe da religião e da ciência da comunidade símia. Ao se curar do ferimento e conseguir falar, Taylor é perseguido por Zaius que também ataca Zira e seu noivo, o arqueólogo Cornelius. A única forma de se livrarem da perseguição do doutor é provarem que as teorias negadas por ele são verdadeiras e assim Zira, Cornelius e Taylor fogem com a ajuda de outros companheiros e tentam achar provas no sítio arqueológico descoberto antes por Cornelius, que fica na misteriosa "Zona Proibida".

## Sequências
O filme teve quatro sequências:
- De Volta ao Planeta dos Macacos (br) / O Segredo do Planeta dos Macacos (pt), 1970
- Fuga do Planeta dos Macacos, 1971
- A Conquista do Planeta dos Macacos, 1972
- Batalha do Planeta dos Macacos (br) / Batalha pelo Planeta dos Macacos (pt), 1973.

## Premiação
- Oscar Especial de Maquiagem (para John Chambers) e indicações para Melhor Figurino e Melhor Trilha Sonora.